# Ступов, Алексей Дмитриевич
Алексей Дмитриевич Ступов (май 1905, дер. Каменка, Тверская губерния — 13 апреля 1964, Москва) — советский учёный и государственный деятель, народный комиссар зерновых и животноводческих совхозов РСФСР (1938—1939).

## Биография
В 1926 г. окончил Тверской сельскохозяйственный техникум, аспирантуру Всесоюзного совхозного института. Кандидат сельскохозяйственных наук, доктор экономических наук.
- 1936—1938 гг. — заведующий кафедрой Аграрного института Красной профессуры,
- 1938—1939 гг. — народный комиссар зерновых и животноводческих совхозов РСФСР,
- 1939—1941 гг. — старший научный сотрудник Института экономики Академии наук СССР, в годы Великой Отечественный войны — заместитель начальника политического отдела 62-й армии,
- 1946—1949 и 1951—1953 гг. — заместитель председателя Государственной плановой комиссии при Совете Министров РСФСР,
- 1958—1960 гг. — старший научный сотрудник Института экономики Академии наук СССР.

С 1960 г. — заведующий сектором экономики сельского хозяйства, заместитель директора Института экономики мировой социалистической системы (ИЭМСС) Академии наук СССР.
Будучи исполняющим обязанности директора ИЭМСС, скончался за рабочим столом, готовя материал для «директивных органов».
Депутат Верховного Совета РСФСР 1-го созыва.